# テイラー・オブ・パナマ
『テイラー・オブ・パナマ』（The Tailor of Panama）は、2001年に公開されたアメリカ映画。ピアース・ブロスナン、ジェフリー・ラッシュ共演のサスペンス映画。ジョン・ル・カレの小説『パナマの仕立屋』を原作としている。

## ストーリー
イギリスの諜報員アンディ・オズナードは、日頃の行いが原因でパナマに左遷されてしまう。
彼に与えられた任務は、アメリカ合衆国からパナマ運河を返還された後の、パナマの政情を探ることだった。そこで早速オズナードは、政府の裏事情を知る情報源探しを行う。
そこで彼が目をつけたのが、政府要人御用達の仕立屋ハリーだった。オズナードはハリーを諜報活動に無理矢理巻き込み、パナマの政情を探っていく。

## キャスト
※括弧内は日本語吹き替え 
- アンドリュー・“アンディ”・オズナード - ピアース・ブロスナン（大塚芳忠）
- ハロルド・“ハリー”・ペンデル - ジェフリー・ラッシュ（岩崎ひろし）
- ルイーザ・ペンデル - ジェイミー・リー・カーティス（高島雅羅）
- マルタ - レオノア・ヴァレラ（湯屋敦子）
- ミケランジェロ・“ミッキー”・アブラクサス - ブレンダン・グリーソン（内田直哉）
- ベニー叔父さん - ハロルド・ピンター（麦人）
- フランチェスカ・ディーン - キャサリン・マコーマック（坪井木の実）
- マーク・ペンデル - ダニエル・ラドクリフ（亀井芳子）
- サラ・ペンデル - ローラ・ブアマン（中村千絵）
- ラックスモア - デヴィッド・ヘイマン（佐々木梅治）
- ラモン・ルッド - ジョン・ポリト（宝亀克寿）
- デューセンバーガー将軍 - ディラン・ベイカー（石住昭彦）
- キャベンディッシュ - ジョナサン・ハイド（長克巳）

## スタッフ
- 監督：ジョン・ブアマン
- 製作：ジョン・ブアマン
- 製作総指揮：ジョン・ル・カレ
- 共同プロデューサー：キーバン・バーカー
- 原作：ジョン・ル・カレ 『パナマの仕立屋』
- 脚本：アンドリュー・デイヴィス、ジョン・ブアマン、ジョン・ル・カレ
- 撮影：フィリップ・ルースロ
- 音楽：ショーン・デイヴィ
- 編集：ロン・デイヴィス

## 評価
レビュー・アグリゲーターのRotten Tomatoesでは117件のレビューで支持率は76%、平均点は6.80/10となった。Metacriticでは31件のレビューを基に加重平均値が66/100となった。